# Distretto di Zvishavane
Il distretto di Zvishavane è uno degli 8 distretti che compongono la provincia delle Midland, in Zimbabwe. Ha ula città di Zvishavanena popolazione di 144.749 abitanti. Il capoluogo é Zvishavane e confina con i distretti di Mberengwa a sud e di Shurugwi a Nord.

## Economia
L'economia é strettamente legata al settore minerario, qui infatti la capitale si è sviluppata attorno alle miniere di Amianto di Shabanie Mashaba e a 40 Km dal capoluogo si trovano le miniere di Diamanti di Murowa a Mazvihwa.